# Liên hoan tiếng hát truyền hình toàn quốc
Liên hoan tiếng hát truyền hình toàn quốc hoặc Giải Sao Mai là một cuộc thi ca nhạc truyền hình được tổ chức hai năm một lần và được truyền hình trực tiếp trên sóng Đài Truyền hình Việt Nam từ năm 1997.

## Thể lệ
Ở giải Sao Mai, các thí sinh đăng ký tham gia theo 3 phong cách biểu diễn: thính phòng, dân gian và nhạc nhẹ. Thí sinh Sao Mai phải qua các vòng thi cấp tỉnh do đài truyền hình tỉnh thực hiện, Mỗi tỉnh sẽ được chọn tối đa 03 thí sinh về tham dự Chung kết khu vực. Riêng với Hà Nội và thành phố Hồ Chí Minh số thí sinh sẽ do BTC quyết định. Từ chung kết khu vực (Bắc - Trung - Nam) sẽ do Đài Truyền hình Việt Nam thực hiện. Thông thường chung kết cấp khu vực có 18 thí sinh tham ở 3 thể loại dòng nhạc. Kết quả mỗi khu vực thường chọn ra 9 thí sinh của 3 dòng nhạc để đi tiếp vào chung kết toàn quốc.
Vòng chung kết toàn quốc là sự hợp nhất 3 thí sinh xuất sắc của 3 khu vực ở 3 dòng nhạc nên thường có 27 thí sinh tham gia trong 4 đêm diễn. 3 đêm đầu là chung kết theo từng dòng nhạc, mỗi dòng nhạc chọn ra 3 thí sinh xuất sắc nhất để vào đêm chung kết xếp hạng cuối cùng với 9 thí sinh gọi là đêm chung kết xếp hạng Liên hoan tiếng hát truyền hình toàn quốc.
Từ mùa giải Sao Mai 2009, tại vòng chung kết toàn quốc, mỗi thí sinh đăng ký 3 bài hát theo phong cách biểu diễn âm nhạc đã chọn (như vòng chung kết khu vực) và phải trình bày 1 ca khúc bắt buộc bằng cách bốc thăm trong số những ca khúc ban giám khảo đưa ra. Yêu cầu mới này đòi hỏi các thí sinh tham gia phải có trình độ cao, không còn chỉ biểu diễn các bài hát sở trường.
Mùa giải Sao Mai 2019, chỉ có 15 thí sinh vào vòng chung kết toàn quốc. Mỗi dòng nhạc chỉ có nhiều nhất 5 thí sinh lọt vào chung kết toàn quốc. Bên cạnh đó, trong vòng chung kết xếp hạng, thay vì thí sinh chỉ thi 2 đêm diễn như những năm trước thì năm đó, các thí sinh phải trải qua 4 đêm thi và sẽ bị loại trực tiếp qua mỗi đêm. Đêm xếp hạng cuối cùng sẽ chỉ có 2 thí sinh ở mỗi dòng nhạc dự thi.
Mùa giải 2022, có tới 18 thí sinh vào vòng chung kết toàn quốc. Đây cũng là năm đầu tiên vòng chung kết toàn quốc giải Sao Mai được diễn ra với 6 đêm liên tiếp, bao gồm 4 đêm thi và 2 đêm biểu diễn.
Dự kiến vào mùa giải 2024, được tổ chức hai năm một lần. Đây cũng là năm thứ hai vòng chung kết toàn quốc giải Sao Mai đêm biểu diễn.

## Các mùa giải thập niên 1990

### Năm 1997
| TT | Thí sinh              | Năm sinh | Địa phương                | Ghi chú       |
| -- | --------------------- | -------- | ------------------------- | ------------- |
| 00 | Đặng Thanh Sử         | 1972     | Thành phố Hồ Chí Minh     | Giải đặc biệt |
| 01 | Nguyễn Thị Thanh Thúy | 1977     | Thành phố Hồ Chí Minh     | Giải nhất     |
| 01 | Lương Chí Cường       | 1975     | Thành phố Hồ Chí Minh     | Giải nhất     |
| 02 | Đặng Minh Lương       | 19??     | Thanh Hóa                 |               |
| 02 | Phạm Lâm Phương       | 1969     | Hải Phòng                 |               |
| 02 | Nguyễn Trọng Hùng     | 1973     | Hà Nội                    |               |
| 02 | Nguyễn Long           | 1969     | Công ty Truyền tải điện 4 |               |
| 03 | Nguyễn Thị Hồng Ngọc  | 1978     | Bình Dương                |               |
| 04 |                       |          |                           |               |

### Năm 1999
| TT | Thí sinh                  | Năm sinh | Địa phương            | Ghi chú                                   |
| -- | ------------------------- | -------- | --------------------- | ----------------------------------------- |
| 01 | Vũ Trọng Tấn              | 1976     | Thanh Hóa             | Giải nhất                                 |
| 02 | Lê Nam Khánh              | 1977     | Thành phố Hồ Chí Minh | Giải nhì                                  |
| 02 | Nguyễn Thị Liên (Ái Liên) | 1972     | Đắk Lắk               |                                           |
| 02 | Nguyễn Thụy Vân           | 19??     | Hà Nội                | Giải nhì                                  |
| 02 | Chu Thị Thúy Hà           | 1972     | Gia Lai               |                                           |
| 03 | Kasim Hoàng Vũ            | 1980     | Đà Nẵng               |                                           |
| 03 | Lê Thị Thơ (Anh Thơ)      | 1976     | Thanh Hóa             | Giải ba                                   |
| 03 | Nguyễn Trang Nhung        | 1974     | Quảng Ninh            |                                           |
| 03 | Lê Võ Phương Đài          | 19??     | Nha Trang             |                                           |
| 03 | Nguyễn Hồng Hạnh          | 1975     | Nghệ An               |                                           |
| 04 | Hồ Quỳnh Hương            | 1980     | Quảng Ninh            | Giải tài năng trẻ                         |
| 04 | Tô Minh Thắng             | 1976     | Quảng Ninh            | Giải tài năng trẻ                         |
| 04 | Bùi Thị Lan Anh           | 1976     | Nam Định              | Giải người hát ca khúc cách mạng hay nhất |

## Các mùa giải thập niên 2000

### Sao Mai 2001
| TT | Thí sinh               | Năm sinh | Địa phương            | Ghi chú   |
| -- | ---------------------- | -------- | --------------------- | --------- |
| 01 | Nguyễn Thị Phương Nga  | 1978     | Hà Nội                | Giải nhất |
| 02 | Trần Hồng Vy           | 1979     | Hà Nội                | Giải nhì  |
| 02 | Vũ Tiến Lâm            | 19?      | Nghệ An               | Giải nhì  |
| 03 | Y Jang Tuyn            | 1979     | Gia Lai               |           |
| 03 | Phạm Thế Vỹ            | 19       | Thành phố Hồ Chí Minh |           |
| 03 | Nguyễn Phan Hoài Xuyên | 19       | Bình Dương            |           |

### Sao Mai 2003
Sau 5 đêm tranh tài tại đảo du lịch Tuần Châu (Quảng Ninh), 15 trong số 57 thí sinh đã lọt vào chung kết, được truyền hình trực tiếp trên VTV3. Giải Sao Mai 2003 được đánh giá là sáng tạo trong khâu tổ chức và cách lựa chọn thành phần ban giám khảo. Các tỉnh phía Bắc áp đảo với 9 thí sinh được chọn: Phạm Ngọc Khuê, Phạm Khánh Linh, Tăng Quỳnh Nga, Phạm Phương Thảo, Ploong Thiết đến từ Hà Nội; Nguyễn Tuấn Anh, Nguyễn Hoàng Tùng là 2 giọng ca Quảng Ninh, Bùi Thu Huyền (Thái Bình), Lê Thị Út (Thanh Hoá). Miền Trung có 2 thí sinh Lê Huy Hoàng (Đà Nẵng) và Châu Quốc Cường (Bình Định). Khu vực Tây Nguyên với 2 thí sinh Krazan Út và Cil Pơi (Lâm Đồng). Hai thí sinh còn lại đến từ miền Nam: Huỳnh Thúc Ngân (TP HCM), Đặng Trần Vi Thảo (Tây Ninh).
Kết quả, Ban tổ chức giải Sao Mai 2003 đã trao tặng giải nhất cho thí sinh Nguyễn Hoàng Tùng của Quảng Ninh; hai thí sinh đạt giải nhì là Phạm Ngọc Khuê và Ploong Thiết (Hà Nội); 3 thí sinh đạt giải ba là Phạm Khánh Linh, Phạm Phương Thảo (đều của Hà Nội) và Châu Quốc Cường (Bình Định). Thí sinh Phạm Phương Thảo (Hà Nội) được giải khán giả yêu thích nhất bình chọn qua Đài truyền hình Việt Nam và thí sinh Phạm Khánh Linh (Hà Nội) được giải khán giả bình chọn qua báo điện tử VIETNAMNET. Xin đưa thông tin nam thí sinh Đào Thanh Dũng quê ở Hải Phòng được tuyển thẳng vào học tại Trường cao đẳng văn hóa nghệ thuật quân đội( nay là Đại Học VHNT quân đội)
| TT | Thí sinh                         | Năm sinh | Địa phương       | Ghi chú |
| -- | -------------------------------- | -------- | ---------------- | ------- |
| 01 | Nguyễn Hoàng Tùng                | 1980     | Quảng Ninh       |         |
| 02 | Phạm Ngọc Khuê                   | 1982     | Hà Nội           |         |
| 02 | Hồ Văn Thiết (Ploong Thiết)      | 19??     | Thừa Thiên - Huế |         |
| 03 | Phạm Khánh Linh                  | 1983     | Hà Nội           | Giải Ba |
| 03 | Phạm Phương Thảo                 | 1982     | Nghệ An          | Giải Ba |
| 03 | Châu Văn Quang (Châu Quốc Cường) | 1976     | Bình Định        |         |

### Sao Mai 2005

#### Phong cách thính phòng
| TT | Thí sinh        | Năm sinh | Địa phương | Ghi chú |
| -- | --------------- | -------- | ---------- | ------- |
| 01 | Nguyễn Tuấn Anh | 1980     | Quảng Ninh |         |
| 02 | Hoàng Thái      | 198?     | Quảng Ninh |         |
| 02 | Đào Tiến Lợi    | 1979     | Hà Nội     |         |

#### Phong cách dân gian
| TT | Thí sinh         | Năm sinh | Địa phương | Ghi chú |
| -- | ---------------- | -------- | ---------- | ------- |
| 01 | Nguyễn Tân Nhàn  | 1982     | Hà Nam     |         |
| 02 | Nguyễn Thanh Yên | 1986     | Đà Nẵng    |         |
| 02 | Trần Quang Hào   | 1980     | Đà Nẵng    |         |

#### Phong cách nhạc nhẹ
| TT | Thí sinh         | Năm sinh | Địa phương | Ghi chú |
| -- | ---------------- | -------- | ---------- | ------- |
| 01 | Vương Thị Dung   | 1984     | Hải Dương  |         |
| 02 | Nguyễn Ngọc Anh  | 1981     | Quảng Ninh |         |
| 02 | Trần Phương Linh | 1984     | Thanh Hóa  |         |

### Sao Mai 2007
Liên hoan THTHTQ - Giải Sao Mai 2007 bắt đầu vào 15/4/2007. Được chia thành 3 vòng như sau:
- Vòng 1: Từ 20/4 đến 5/5/2007, được tổ chức tại các tỉnh, thành phố Việt Nam.(Do đài PT-TH Tỉnh thực hiện).
- Vòng 2: Chung kết khu vực Bắc - Trung - Nam Truyền hình trực tiếp tại Hà Nội - CK khu vực phía Bắc (Chủ nhật 13/5/2007); Đà Nẵng - CK khu vực miền Trung và Tây nguyên (Thứ 7: 19/5/2007); TP Hồ Chí Minh - CK khu vực nam bộ (Thứ 7: 26/5/2007)
- Vòng 3: Chung kết toàn quốc diễn ra từ 24/6/2007 đến 22/7/2007. Đêm Chung kết thính phòng dành cho 9 thí sinh theo phong cách Thính phòng. Đêm Chung kết dân gian dành cho 9 thí sinh theo phong cách dân gian. Đêm Chung kết nhạc nhẹ dành cho 9 thí sinh theo phong cách nhạc nhẹ. BGK lựa chọn mỗi đêm 03 thí sinh để dự đêm chung kết liên hoan tiếng hát truyền hình toàn quốc - Giải Sao Mai 2007 vào ngày 22/7/2007. Với sự tham gia của 09 thí sinh xuất sắc đại diện cho 03 phong cách biểu diễn âm nhạc, đồng thời là sự hợp nhất của 3 Ban giám khảo.

#### Phong cách thính phòng
| TT | Thí sinh         | Năm sinh | Địa phương | Ghi chú |
| -- | ---------------- | -------- | ---------- | ------- |
| 01 | Lê Anh Dũng      | 1982     | Thanh Hóa  |         |
| 02 | Nguyễn Hiền Anh  | 1985     | Hà Nội     |         |
| 02 | Nguyễn Phúc Tiệp | 1982     | Hà Nội     |         |

#### Phong cách dân gian
| TT | Thí sinh          | Năm sinh | Địa phương | Ghi chú |
| -- | ----------------- | -------- | ---------- | ------- |
| 01 | Đinh Thị Thành Lê | 1981     | Hà Tĩnh    |         |
| 02 | Trần Thị Thu Hà   | 1983     | Hà Nội     |         |
| 02 | Bùi Thu Huyền     | 1981     | Hà Nội     |         |

#### Phong cách nhạc nhẹ
| TT | Thí sinh              | Năm sinh | Địa phương | Ghi chú |
| -- | --------------------- | -------- | ---------- | ------- |
| 01 | Phạm Hà Linh          | 1986     | Hà Nội     |         |
| 02 | Trần Hoàng Nghiệp     | 1985     | Cần Thơ    |         |
| 02 | Nguyễn Thị Thu Phượng | 1983     | Hà Nội     |         |

### Sao Mai 2009

#### Phong cách thính phòng
| TT | Thí sinh            | Năm sinh | Địa phương            | Ghi chú |
| -- | ------------------- | -------- | --------------------- | ------- |
| 01 | Lê Xuân Hảo         | 1983     | Thái Bình             |         |
| 02 | Trần Thị Hồng Nhung | 1984     | Bắc Ninh              |         |
| 02 | Nguyễn Trung Nhật   | 1983     | Thành phố Hồ Chí Minh |         |

#### Phong cách dân gian
| TT | Thí sinh           | Năm sinh | Địa phương | Ghi chú |
| -- | ------------------ | -------- | ---------- | ------- |
| 01 | Bùi Lê Mận         | 1988     | Hà Tĩnh    |         |
| 02 | Nguyễn Thị Việt Hà | 1983     | Hòa Bình   |         |
| 02 | Vũ Ngọc Ký         | 1982     | Nam Định   |         |

#### Phong cách nhạc nhẹ
| TT | Thí sinh         | Năm sinh | Địa phương            | Ghi chú |
| -- | ---------------- | -------- | --------------------- | ------- |
| 01 | Hà Hoài Thu      | 1986     | Quảng Ninh            |         |
| 02 | Lê Thị Mỹ Như    | 1985     | Phú Yên               |         |
| 02 | Lương Viết Quang | 1983     | Thành phố Hồ Chí Minh |         |

## Các mùa giải thập niên 2010

### Sao Mai 2011
Điểm mới của mùa giải năm 2011 là thay vì 9 thí sinh ở ba dòng nhạc ở mỗi khu vực (Bắc, Trung, Nam), sẽ chỉ có 3 thí sinh có số điểm cao nhất đại diện cho 3 phong cách biểu diễn âm nhạc của khu vực đó được chọn vào đêm chung kết toàn quốc. Điểm số của các thí sinh còn lại của mỗi khu vực sẽ hòa trộn chung cả ba khu vực của ba phong cách âm nhạc. Với mỗi phong cách âm nhạc, Ban tổ chức toàn quốc sẽ lựa chọn tiếp các thí sinh có số điểm từ cao xuống thấp đến khi đủ thí sinh. Việc công bố các thí sinh còn lại sẽ được thông báo tại đêm chung kết khu vực phía Nam vào ngày 31/7/2011. Để đảm bảo tính công bằng quá trình lựa chọn thí sinh theo thay đổi mới, Ban tổ chức Sao mai 2011 đã quyết định thành lập một Ban giám khảo chấm xuyên suốt các vòng chung kết của cả ba khu vực. Ở vòng chung kết toàn quốc sẽ có Ban giám khảo cho từng phong cách âm nhạc. Vì các cuộc thi năm nay được truyền hình trực tiếp bắt đầu từ 21h nên để đảm bảo sự ngắn gọn, cô đọng, tập trung vào các phần thi của thí sinh, Ban tổ chức đã quyết định bỏ phần bình luận của các khách mời. Ngoài các giải chính như các kỳ Sao mai trước, sẽ có một số phần thưởng bổ sung như Phần thưởng do khán giả bình chọn, Phần thưởng cho thí sinh hát hay nhất về Huế và xét đặc cách vào các trường đào tạo hoặc các nhà hát.
Theo thống kê của Ban tổ chức, tính cho tới thời điểm này đã có 1.500 thí sinh (đăng ký dự thi tại KV Hà Nội và tại 17 Đài PTTH các tỉnh, thành); Khu vực miền Trung – Tây Nguyên là hơn 1.000 thí sinh (đăng ký tại 17 Đài PTTH các tỉnh); Khu vực miền Nam hiện có 1.400 thí sinh tham gia (đăng ký dự thi tại KV Tp Hồ Chí Minh và tại các tỉnh phía Nam).Số lượng thí sinh tham dự năm nay là gần 4.000 thí sinh, vượt hơn hẳn so với năm trước.
Chung kết các khu vực từ 10/7 đến 31/7 được chia thành 3 khu vực Bắc – Trung – Nam. Đêm chung kết các khu vực được truyền hình trực tiếp vào 21h các ngày chủ nhật trên kênh VTV3, theo lịch sau:
- Chung kết khu vực phía Bắc (tối chủ nhật 17/7) tổ chức tại Cung văn hóa hữu nghị Việt Xô, Hà Nội
- Chung kết khu vực miền Trung và Tây Nguyên (chủ nhật 24/7) tổ chức tại Nhà hát Trương Vương, TP Đà Nẵng
- Chung kết khu vực miền Nam (chủ nhật 31/7), tổ chức tại Nhà hát Bến Thành, TP HCM.

Chung kết toàn quốc diễn ra từ 7/8 đến 4/9, được tổ chức tại Trung tâm văn hóa thông tin tỉnh Thừa Thiên – Huế
- Đêm chung kết toàn quốc thứ nhất: truyền hình trực tiếp vào 21h00 ngày 14/8, dành cho 9 thí sinh theo phong cách thính phòng. BGK sẽ lựa chọn 3 thí sinh dự đêm chung kết toàn quốc xếp hạng và trao giải.
- Đêm chung kết toàn quốc thứ hai: truyền hình trực tiếp vào 21h00 ngày 21/8, dành dành cho 9 thí sinh theo phong cách dân gian. BGK sẽ lựa chọn 3 thí sinh dự đêm chung kết toàn quốc xếp hạng và trao giải.
- Đêm chung kết toàn quốc thứ ba: truyền hình trực tiếp vào 21h00 ngày 28/8, dành dành cho 9 thí sinh theo phong cách nhạc nhẹ. BGK sẽ lựa chọn 3 thí sinh dự đêm chung kết toàn quốc xếp hạng và trao giải.
- Đêm chung kết xếp hạng Liên hoan THTHTQ và trao giải – Sao mai 2011 truyền hình trực tiếp vào 20h ngày 4/9, với sự tham gia của 9 thí sinh xuất sắc đại diện cho 3 phong cách nhạc.

#### Phong cách thính phòng
| TT | Thí sinh        | Năm sinh | Địa phương  | Ghi chú |
| -- | --------------- | -------- | ----------- | ------- |
| 01 | Đào Tố Loan     | 1986     | Thái Nguyên |         |
| 02 | Vũ Thắng Lợi    | 1985     | Nghệ An     |         |
| 03 | Nguyễn Khánh Ly | 1984     | Thái Nguyên |         |

#### Phong cách dân gian
| TT | Thí sinh                | Năm sinh | Địa phương | Ghi chú                            |
| -- | ----------------------- | -------- | ---------- | ---------------------------------- |
| 01 | Lương Nguyệt Anh        | 1990     | Bắc Giang  |                                    |
| 02 | Nguyễn Thị Phương Thanh | 1988     | Nghệ An    | Thí sinh được bình chọn nhiều nhất |
| 03 | Nguyễn Thị Bích Hồng    | 1988     | Hà Nội     | Thí sinh hát về Huế hay nhất       |

#### Phong cách nhạc nhẹ
| TT | Thí sinh            | Năm sinh | Địa phương | Ghi chú |
| -- | ------------------- | -------- | ---------- | ------- |
| 01 | Đoàn Thị Thuý Trang | 1986     | Hà Nội     |         |
| 02 | Lê Việt Anh         | 1986     | Hà Nội     |         |
| 03 | Nguyễn Huy Quyết    | 1989     | Hải Phòng  |         |

- Ca sĩ triển vọng: Nguyễn Trần Trung Quân, Thiều Bảo Trang
- Thí sinh hát về Huế hay nhất: Nguyễn Thị Bích Hồng
- Thí sinh được bình chọn nhiều nhất: Nguyễn Thị Phương Thanh[9]

### Sao Mai 2013

#### Phong cách thính phòng
| TT | Thí sinh       | Năm sinh | Địa phương | Ghi chú |
| -- | -------------- | -------- | ---------- | ------- |
| 01 | Võ Hồng Quân   | 1991     | Pháp       |         |
| 02 | Đinh Thị Trang | 1988     | Nghệ An    |         |
| 03 | Trần Thị Trang | 1986     | Nghệ An    |         |
| 03 | Ngô Văn Đức    | 1987     | Hà Nội     |         |

#### Phong cách dân gian
| TT | Thí sinh             | Năm sinh | Địa phương | Ghi chú |
| -- | -------------------- | -------- | ---------- | ------- |
| 01 | Trần Thị Huyền Trang | 1990     | Nghệ An    |         |
| 02 | Trần Thụy Miên       | 1991     | Hà Tĩnh    |         |
| 02 | Phạm Thị Thùy Dung   | 1989     | Hà Tĩnh    |         |
| 03 | Ngô Thị Phương Thúy  | 1989     | Bắc Ninh   |         |

#### Phong cách nhạc nhẹ
| TT | Thí sinh               | Năm sinh | Địa phương            | Ghi chú                                                    |
| -- | ---------------------- | -------- | --------------------- | ---------------------------------------------------------- |
| 01 | Ngô Thị Thanh Huyền    | 1995     | Thanh Hóa             | Được tuyển thẳng vào Đại học Văn hóa - Nghệ thuật Quân đội |
| 02 | Bùi Thị Hồng Chinh     | 1991     | Quảng Ninh            | Được tuyển thẳng vào Đại học Văn hóa - Nghệ thuật Quân đội |
| 03 | Trần Ngọc Vũ           | 1991     | Thành phố Hồ Chí Minh |                                                            |
| 03 | Nguyễn Hoàng Tịnh Uyên | 1990     | Quảng Trị             |                                                            |

- Thí sinh nhận được nhiều bình chọn nhất của khán giả: Phạm Thị Thùy Dung - 7818 lượt bình chọn.
- Thí sinh triển vọng

1. Dòng nhạc Thính phòng: Martina Nguyenova Nguyễn Thủy
2. Dòng nhạc Dân gian: Nguyễn Thị Hồng Duyên (thí sinh được tuyển thẳng vào Trường Đại học Văn hóa - Nghệ thuật Quân đội)
3. Dòng nhạc nhẹ: Y-Cel Niê

- Thí sinh được tuyển thẳng vào Trường Đại học Văn hóa - Nghệ thuật Quân đội:

1. Ngô Thị Thanh Huyền (giải nhất phong cách nhạc nhẹ)
2. Bùi Thị Hồng Chinh (giải nhì phong cách nhạc nhẹ)
3. Nguyễn Thị Hồng Duyên (thí sinh triển vọng)[10]

### Sao Mai 2015

#### Phong cách thính phòng
| TT | Thí sinh           | Năm sinh | Địa phương  | Ghi chú (Tính đến thời điểm diễn ra cuộc thi) |
| -- | ------------------ | -------- | ----------- | --- |
| 01 | Nguyễn Bảo Yến     | 1990     | Nga         | Cựu Sinh viên ưu tú Học viện Âm nhạc Quốc gia Việt Nam Sinh viên Nhạc viện Urals (Urals Mussorgsky State Conservatoire) tại thành phố Yekaterinburg Giải Nhì trong Cuộc thi Thanh nhạc Quốc tế 2014 diễn ra tại Thành phố Perm, Nga do Bộ Văn Hóa Nga tổ chức |
| 02 | Trần Thị Bích Ngọc | 1992     | Quảng Trị   | Đã tham gia Sao Mai 2011 và Sao Mai 2013 nhưng không thể vào sâu |
| 02 | Nguyễn Tiến Hưng   | 1992     | Hải Dương   | Sinh viên Trường Cao đẳng Nghệ thuật Hà Nội Ca sĩ của Đoàn ca múa Nghệ thuật Đương đại Việt Nam Từng lọt vào Chung kết khu vực Miền Bắc Sao Mai 2011 và Sao Mai 2013 Giải nhất cuộc thi Giọng hát hay Hà Nội 2014                                             |
| 03 | Lê Thị Dung        | 1993     | Thái Nguyên | |

#### Phong cách dân gian
| TT | Thí sinh              | Năm sinh | Địa phương | Ghi chú (Tính đến thời điểm diễn ra cuộc thi)                                                     |
| -- | --------------------- | -------- | ---------- | ------------------------------------------------------------------------------------------------- |
| 01 | Nguyễn Thị Thu Hằng   | 1995     | Hà Nội     | Sinh viên Khoa Thanh nhạc Học viện Âm nhạc Quốc gia Việt Nam                                      |
| 02 | Nguyễn Thị Hồng Duyên | 1992     | Thái Bình  | Đặc cách từ Giải Triển vọng Sao Mai 2013                                                          |
| 03 | Trần Hữu Tuấn         | ?        | Thanh Hóa  | Giải Khuyến khích cuộc thi Giọng hát hay Hà Nội 2014                                              |
| 03 | Nguyễn Thị Sông Thao  | 1990     | Hà Nội     | Sinh viên Trường Đại học Sư phạm Nghệ thuật Trung ương Giải Ba cuộc thi Giọng hát hay Hà Nội 2014 |

#### Phong cách nhạc nhẹ
| TT | Thí sinh            | Năm sinh | Địa phương   | Ghi chú (Tính đến thời điểm diễn ra cuộc thi)                                              |
| -- | ------------------- | -------- | ------------ | ------------------------------------------------------------------------------------------ |
| 01 | Hoàng Thị Hồng Ngọc | 1992     | Nghệ An      | Thí sinh Sao Mai điểm hẹn 2014 (Bị loại ở Liveshow 4)                                      |
| 02 | Hoàng Thị Thủy      | 1993     | Thanh Hóa    |                                                                                            |
| 03 | Lê Văn Đạt          | 1993     | Cộng hòa Séc | Top 64 Thần tượng âm nhạc: Vietnam Idol (mùa 5) Giải Nhất Tiếng hát Cộng đồng 2014 tại Séc |
| 03 | Nguyễn Đức Tiến     | ?        | Cộng hòa Séc | Đã từng tham gia Sao Mai 2013 nhưng không thể vào sâu                                      |

#### Các giải khác
- Thí sinh nhận được nhiều bình chọn nhất của khán giả đêm chung kết xếp hạng: Lê Thị Dung - 5001 lượt bình chọn.
- Thí sinh triển vọng

1. Dòng nhạc Thính phòng: Bùi Thị Cẩm Huyền
2. Dòng nhạc Dân gian: Hoàng Thị Ái Linh
3. Dòng nhạc nhẹ: Lê Hồng Phi

- Thí sinh được tuyển thẳng vào Trường Đại học Văn hóa - Nghệ thuật Quân đội:

1. Trần Thị Bích Ngọc, Chung kết Xếp hạng Phong cách Thính phòng
2. Hoàng Thị Thủy, Chung kết Xếp hạng Phong cách Nhạc nhẹ
3. Lê Hồng Phi, Top 13 Chung kết Toàn quốc Phong cách Nhạc nhẹ
4. Lê Quang Ước, Top 10 Chung kết Toàn quốc Phong cách Thính phòng
5. Bùi Thị Cẩm Huyền, Top 10 Chung kết Toàn quốc Phong cách Thính phòng

### Sao Mai 2017

#### Phong cách thính phòng
| TT | Thí sinh                     | Năm sinh | Địa phương  | Ghi chú (Tính đến thời điểm diễn ra cuộc thi)    |
| -- | ---------------------------- | -------- | ----------- | ------------------------------------------------ |
| 01 | Đỗ Thị Thanh Hoa (Đỗ Tố Hoa) | 1992     | Tuyên Quang |                                                  |
| 02 | Vũ Thị Thanh Thanh           | 1996     | Hải Phòng   |                                                  |
| 02 | Lê Thị Nhung                 | 1991     | Thái Nguyên |                                                  |
| 03 | Lại Thị Hương Ly             | 1993     | Hà Nam      | Đã tham gia Sao Mai 2015 nhưng không thể vào sâu |

#### Phong cách dân gian
| TT | Thí sinh          | Năm sinh | Địa phương | Ghi chú (Tính đến thời điểm diễn ra cuộc thi) |
| -- | ----------------- | -------- | ---------- | --------------------------------------------- |
| 01 | Sèn Hoàng Mỹ Lam  | 1993     | Lào Cai    |                                               |
| 02 | Phan Ngọc Ánh     | 1996     | Nghệ An    |                                               |
| 03 | Lương Hà Mỹ Anh   | 199?     | Nghệ An    |                                               |
| 03 | Nguyễn Mai Thương | 199?     | Bắc Ninh   |                                               |

#### Phong cách nhạc nhẹ
| TT | Thí sinh            | Năm sinh | Địa phương  | Ghi chú (Tính đến thời điểm diễn ra cuộc thi) |
| -- | ------------------- | -------- | ----------- | --------------------------------------------- |
| 01 | Nguyễn Thị Thu Thủy | 1994     | Hải Dương   |                                               |
| 02 | Lâm Bảo Ngọc        | 1996     | Nam Định    |                                               |
| 02 | Trần Thị Yến Nhi    | 1995     | Cần Thơ     |                                               |
| 03 | Trần Thị Nhật Linh  | 1993     | Thái Nguyên |                                               |

#### Các giải khác
- Giải thưởng dành cho thí sinh được yêu thích nhất do Hội đồng báo chí bình chọn: Đỗ Tố Hoa.
- Giải thưởng của Ban Truyền hình Tiếng dân tộc Đài Truyền hình Việt Nam: Sèn Hoàng Mỹ Lam (dân tộc Nùng); Lương Hà Mỹ Anh (dân tộc Thái).
- Giải Triển vọng: Lê Thúy Anh.
- Trường Đại học Văn hóa Nghệ thuật Quân đội đã đặc cách tuyển thẳng cho 5 thí sinh hệ Quân sự chuyên ngành Thanh nhạc: Hoàng Thị Lan Anh, Đỗ Tố Hoa, Đậu Thanh Tài, Lâm Bảo Ngọc, Nguyễn Sĩ Nhật, và 1 thí sinh được đặc cách vào hệ Dân sự Thanh nhạc: Lương Hà Mỹ Anh.
- Các thí sinh được tuyển dụng đặc cách vào Nhà hát Ca múa nhạc Việt Nam: Sèn Hoàng Mỹ Lam; Lương Hà Mỹ Anh; Lê Huyền Anh.
- Giải thưởng Ngôi sao hy vọng của Hội Nhạc sĩ Việt Nam cho 3 thí sinh có thành tích xuất sắc đạt giải Nhất: Đỗ Tố Hoa, Sèn Hoàng Mỹ Lam, Nguyễn Thị Thu Thủy.

### Sao Mai 2019

#### Phong cách thính phòng
| TT | Thí sinh           | Năm sinh | Địa phương | Ghi chú (Tính đến thời điểm diễn ra cuộc thi) |
| -- | ------------------ | -------- | ---------- | --------------------------------------------- |
| 01 | Lương Hải Yến      | 1994     | Bắc Giang  |                                               |
| 02 | Trịnh Thị Linh Chi | 1996     | Thanh Hóa  |                                               |
| 03 | Nguyễn Diệu Thúy   | 1994     | Yên Bái    |                                               |
| 04 | La Hoàng Quý       | 1994     | Nghệ An    |                                               |
| 05 | Ngô Thế Hùng       | 1994     | Hà Nội     |                                               |

#### Phong cách dân gian
| TT | Thí sinh                   | Năm sinh | Địa phương | Ghi chú (Tính đến thời điểm diễn ra cuộc thi) |
| -- | -------------------------- | -------- | ---------- | --- |
| 01 | Quách Mai Thy              | 1994     | Ninh Bình  | Giải Nhất Liên hoan tiếng hát Hoa Phượng Đỏ tỉnh Ninh Bình lần thứ nhất - Quán quân Liên hoan tiếng hát Hoa phượng đỏ toàn quốc lần thứ nhất - Á quân Tiếng hát hữu nghị Việt - Trung 2016 - Huy chương Vàng Tài năng trẻ Âm nhạc toàn quốc 2016 - Quán quân Liên hoan Tiếng hát truyền hình Hải Phòng 2018. Tốt nghiệp loại Giỏi ĐH Văn hóa Nghệ thuật Quân đội. Đang làm việc tại Nhà hát Ca Múa Nhạc Việt Nam. |
| 02 | Phan Thị Quỳnh Anh         | 1993     | Hà Tĩnh    | |
| 03 | Nguyễn Thị Quý (Thanh Quý) | 1994     | Hà Tĩnh    | |
| 04 | Nguyễn Vũ Hà Giang         | 2000     | Quảng Ninh | |
| 05 | Nguyễn Thị Ngọc Trâm       | 1994     | Bình Định  | |

#### Phong cách nhạc nhẹ
| TT | Thí sinh              | Năm sinh | Địa phương | Ghi chú (Tính đến thời điểm diễn ra cuộc thi) |
| -- | --------------------- | -------- | ---------- | --------------------------------------------- |
| 01 | Trương Thùy Dương     | 1997     | Ninh Thuận |                                               |
| 02 | Nguyễn Thị Thanh Tâm  | 1994     | Khánh Hòa  |                                               |
| 03 | Trần Thị Phương Mai   | 1997     | Hà Nội     |                                               |
| 04 | Nguyễn Thị Quỳnh      | 1999     | Hà Nội     |                                               |
| 05 | Nguyễn Thị Ngọc Nhung | 1995     | Đà Nẵng    |                                               |

#### Các giải khác
- Thí sinh nhận được nhiều bình chọn nhất của khán giả đêm chung kết xếp hạng: Quách Mai Thy.[18]
- Giải Ngôi sao hy vọng của Hội Nhạc sĩ Việt Nam: Trần Phương Mai
- Thí sinh triển vọng:  Nguyễn Vũ Hà Giang
- Thí sinh có giọng hát ấn tượng: Nguyễn Diệu Thúy
- Thí sinh có phong cách biểu diễn ấn tượng: Thanh Quý

## Các mùa giải thập niên 2020
- Năm 2021, chương trình bị hoãn do diễn biến phức tạp của Đại dịch COVID-19.

### Sao Mai 2022

#### Phong cách thính phòng
| TT | Thí sinh             | Năm sinh | Địa phương | Ghi chú (Tính đến thời điểm diễn ra cuộc thi) |
| -- | -------------------- | -------- | ---------- | --------------------------------------------- |
| 01 | Phạm Thị Lan Quỳnh   | 1998     | Hưng Yên   |                                               |
| 02 | Nguyễn Thị Vân Anh   | 2000     | Thanh Hóa  |                                               |
| 03 | Nông Thị Anh Thơ     | 2002     | Bắc Kạn    |                                               |
| 04 | Nguyễn Thị Thu Lương | 2001     | Hải Phòng  |                                               |
| 05 | Trần Tuấn Phi        | 1996     | Hà Tĩnh    |                                               |
| 05 | Dương Văn Đức        | 1995     | Bắc Giang  |                                               |

#### Phong cách dân gian
| TT | Thí sinh                    | Năm sinh | Địa phương | Ghi chú (Tính đến thời điểm diễn ra cuộc thi) |
| -- | --------------------------- | -------- | ---------- | --------------------------------------------- |
| 01 | Lê Thị Minh Ngọc            | 2000     | Hà Tĩnh    |                                               |
| 02 | Nguyễn Thị Thu An           | 2000     | Ninh Bình  |                                               |
| 03 | Đặng Thị Thùy Dương         | 1999     | Hà Tĩnh    |                                               |
| 04 | Nguyễn Thị Nga (Phương Nga) | 1995     | Hà Nội     |                                               |
| 04 | Mai Thu Hương               | 1999     | Vĩnh Phúc  |                                               |
| 05 | Nguyễn Thị Hiếu             | 1995     | Hà Tĩnh    |                                               |

#### Phong cách nhạc nhẹ
| TT | Thí sinh               | Năm sinh | Địa phương | Ghi chú (Tính đến thời điểm diễn ra cuộc thi) |
| -- | ---------------------- | -------- | ---------- | --------------------------------------------- |
| 01 | Trịnh Văn Núi          | 2000     | Nghệ An    | Ca sĩ Đoàn Văn công Quân khu 7                |
| 02 | Đoàn Hồng Hạnh         | 1992     | Quảng Ninh |                                               |
| 03 | Hồ Văn Kãnh            | 1996     | Quảng Bình |                                               |
| 04 | Vũ Đức Anh             | 1996     | Hải Dương  |                                               |
| 04 | Lê Thị Huyền Anh       | 1999     | Hà Tĩnh    |                                               |
| 05 | Nguyễn Thị Phương Thảo | 1999     | Hà Nội     |                                               |

#### Các giải khác
- Giải thưởng dành cho thí sinh được yêu thích nhất: Đoàn Hồng Hạnh.
- Giải thưởng của Ban Truyền hình Tiếng dân tộc - Đài Truyền hình Việt Nam: Hồ Văn Kãnh, Nông Thị Anh Thơ.
- Giải Triển vọng: Nông Thị Anh Thơ.
- Giải thí sinh trình diễn ấn tượng: Đặng Thị Thuỳ Dương.
- Giải thí sinh có giọng hát ấn tượng: Hồ Văn Kãnh.
- Trường Đại học Văn hóa Nghệ thuật Quân đội đã đặc cách tuyển thẳng cho 2 thí sinh hệ Quân sự chuyên ngành Thanh nhạc: Trịnh Văn Núi, Hồ Văn Kãnh.
- Giải thưởng Ngôi sao hy vọng của Hội Nhạc sĩ Việt Nam: Nguyễn Thị Thu Lương, Mai Thu Hương, Lê Thị Huyền Anh.